# SafetyNET p
SafetyNET p ist ein Standard für die ethernetbasierte Feldbus-Kommunikation in der Automatisierungstechnik. Aufgrund des Echtzeitverhaltens mit Zykluszeiten bis 62,5 µs ist SafetyNET p als Antriebsbus geeignet. Er kann entsprechend den Normforderungen aus EN 61508 und EN 61511 in Sicherheitskreisen bis einschließlich der Kategorie SIL 3 eingesetzt werden.

## Entstehung
SafetyNET p ist eine eingetragene Marke der Firma Pilz GmbH & Co. KG und wurde im Jahr 2006 zum ersten Mal öffentlich vorgestellt. Ziel war es die Feldbus-Kommunikation auf Ethernet in Echtzeit zu ermöglichen und gleichzeitig für die Kommunikation von Daten im Sinne der Maschinensicherheit bereitzustellen.
SafetyNET p vereint Safety und Automatisierung: es ist sowohl ein Safety- als auch ein Automatisierungs-Feldbus und somit der Nachfolger von SafetyBUS p.
Die Technologie des SafetyNET p wurde durch die Dachorganisation Safety Network International e.V. verwaltet.

## Einsatz
Neben dem Einsatz als ethernetbasierter Feldbus ist ein Schwerpunkt der Einsatz von SafetyNET p in der Kommunikation von Daten mit sicherheitsgerichtetem Inhalt. SafetyNET p kommt dabei überall dort zum Einsatz, wo die zeitliche und inhaltliche Konsistenz von kommunizierten Daten zur Absicherung von Gefahren erforderlich ist. Es kann sich bei den Gefahren um die Gefährdung von Leib und Leben handeln, aber auch um die Absicherung von Wirtschaftsgütern.
Ein zweites Einsatzgebiet ist die Kommunikation von Daten in Echtzeit. Mit Bus-Zykluszeiten bis zu 62,5 µs kann SafetyNET p selbst in extrem zeitkritischen Bereichen zum Einsatz kommen.
Typische Einsatzgebiete sind:
- Fabrikautomation (z. B. Automobilfertigung, Pressen)
- Transporttechnik (z. B. Seilbahnen, Fahrgeschäfte)
- Antriebstechnik (z. B. Sensor-Aktor-Regelschleife in Antrieben oder Industrie-Roboter)

Generell sind alle Anwendungen der Automatisierungs- und Prozesstechnik möglich.

## Technologie
SafetyNET p basiert auf Ethernet. Dabei existieren für SafetyNET p zwei unterschiedliche, zueinander kompatible Ausprägungen.

### RTFN
RTFN (Real time frame network) nutzt zur Kommunikation herkömmliche Ethernet-IP-Frames. Die Mechanismen für Sicherheit und Echtzeit sind auf den OSI-Ebenen 3 und höher angesiedelt. Als Kommunikationsprinzip wird ein Producer-Consumer Modell benutzt. Eine zentrale Prozess-Steuerung (SPS) ist dabei nicht erforderlich. Diese ermöglicht unter anderem Konzepte wie modularer Maschinenbau.
SafetyNET p RTFN ist voll kompatibel zu allen IP-basierten Ethernetprotokollen und kann mit diesen auf demselben Medium gemischt eingesetzt werden. Auch können herkömmliche Switches, Router und Wireless-Accesspoints verwendet werden.
Bedingt durch mögliche konkurrierende Dienste ist eine System-Zykluszeit von etwa 1 ms erreichbar. Ist eine höhere Performanz erforderlich so kann SafetyNET p RTFL zum Einsatz kommen.

### RTFL
RTFL (Real time frame line) nutzt zur Kommunikation Ethernet-MAC-Frames. Auch bei RTFL wird auf logischer Ebene ein Producer-Consumer Modell verwendet. Um die erforderliche Performanz zu erreichen, findet die Kommunikation in optimierten Ethernet-MAC-Frames statt. Hierzu wird vom ersten Teilnehmer der logischen Linie ein Ethernet-MAC-Frame an seinen logischen Nachbarn verschickt. Dieser befüllt seinen Teil des Frames und reicht den Frame entlang der logischen Linie jeweils an seinen nächsten Nachbarn weiter. So befüllen alle Teilnehmer nacheinander den Frame. Der letzte Teilnehmer der Linie sendet den befüllten Frame auf demselben Weg (durch alle Teilnehmer) zurück zum ersten Teilnehmer. Dabei können die einzelnen Teilnehmer die benötigten Daten im Durchgang des Frames entnehmen.
Die erreichbaren System-Zykluszeiten liegen im Bereich von 62,5 µs. Sonstiger, IP-basierter Verkehr, kann von den SafetyNET p Teilnehmern als Teil der Echtzeitkommunikation innerhalb eines RTFL-Frames verpackt werden.

### Technische Daten
Die durch die Technologie bestimmten Rahmendaten des SafetyNET p sind wie folgt:
- Kompatibel zu Ethernet-IP-Protokollen
- Netze können in Linien-, Stern- oder Baumtopologie aufgebaut werden
- Netze mit wechselnden Teilnehmern sind durch kontinuierlichen Topologiescan möglich
- Die maximale Distanz zwischen zwei Teilnehmern entspricht der von herkömmlichem Ethernet (bei Verwendung von Kupferleitungen sind dies 100 m)
- Bei RTFN ist die Anzahl der Busteilnehmer nur durch den IP-Adressraum beschränkt
- Bei RTFL sind 512 Busteilnehmer pro Segment möglich
- Garantierte Systemzykluszeiten bis zu 62,5 µs sind realisierbar
- Geeignet für Anwendungen nach SIL 3 der IEC 61508

In der "Liste zugewiesener Portnummern" der IANA ist für SafetyNET p die Portnummer 40000 eingetragen.

## Organisation
Seit 1999 existiert die Nutzerorganisation Safety Bus p Club International e.V., in der sich Hersteller und Anwender von SafetyBUSp zusammengeschlossen haben. Die Organisation wurde 2006 in Safety Network International e.V. umbenannt. Neben der internationalen Organisation existieren zwei weitere regionale Organisationen: Japan, im Jahr 2000 gegründet, und USA, gegründet im Jahr 2001.